# HallWeedWood Stories Vol.3
HallWeedWood Stories vol. 3 è un mixtape di Asher Kuno, il secondo lavoro del 2015 dopo "Spregiudicato".

## Tracce
Le tracce 01 e 05 sono state prodotte da The Beat Provider, la traccia 06 da Mazzaken, la traccia 07 da Biggie Paul, la traccia 09 da Prez, la traccia 14 da Retraz e la traccia 18 da Yazee.
1. "Mixtape Shit" (feat. Bassi Maestro)
2. "Bruce Lee"
3. "Mc Donald's" (feat. Jesto)
4. "Mobbing" (feat. Jack the Smoker)
5. "Red Lights" (feat. Kill Mauri & Meddaman)
6. "Flashdance" (feat. Esa)
7. "Riocontra" (feat. Nerone)
8. "Cusa Go De Ditt" (feat. Coliche)
9. "Caniggia" (feat. Bat One, Rayden & Prez)
10. "I Miei Ragazzi Cucinano pt 4" (feat. CaneSecco, Max Fogli & Gordo)
11. "Un'Altra Miami" (feat. Eddy Virus, Tormento & Albe Ok)
12. "Mettici Soul" (feat. EasyOne, Axos & Lanz Khan)
13. "One Of Theese Dayz" (feat. Ape & Zampa)
14. "Un Capitano (El Traktor) RMX"
15. "Rigaz Illegalz" (feat. Pepito Rella & Nerone)
16. "Stile Spacchiusino" (feat. Robi Perso & Kill Mauri)
17. "Senza YouTube" (feat. Blo/B, Bat One & DJ Daf.Tee)
18. "Slayers" (feat. Jangy Leeon)
19. "When I Reload" (feat. Palla Da Phella & Paolito)
20. "Bruce Lee RMX" (feat. MRB & Shine)
21. "L'Ultimo Tiro" (feat. Ape)